# Zethenia grisearia
Zethenia grisearia là một loài bướm đêm trong họ Geometridae.